# 武田信二
武田 信二（たけだ しんじ、1952年（昭和27年）7月5日 - ）は、株式会社TBSテレビエグゼクティブアドバイザー。元毎日新聞社社員。千葉県出身。京都大学経済学部卒業。

## 経歴
- 1978年（昭和53年）4月 株式会社毎日新聞社入社
- 1991年（平成3年）10月 株式会社毎日新聞社退職
- 1991年（平成3年）11月 株式会社東京放送入社
- 2004年（平成16年）5月 株式会社東京放送営業本部営業局長
- 2005年（平成17年）6月 株式会社東京放送執行役員営業本部副本部長
- 2007年（平成19年）4月 株式会社東京放送執行役員経営メディア本部長
- 2007年（平成19年）6月 株式会社東京放送取締役経営メディア本部長
- 2009年（平成21年）4月 株式会社東京放送ホールディングス取締役
- 2009年（平成21年） 株式会社TBSテレビ取締役
- 2009年（平成21年） 株式会社TBSラジオ&コミュニケーションズ取締役会長
- 2011年（平成23年）4月 株式会社東京放送ホールディングス常務取締役
- 2011年（平成23年）4月 株式会社TBSテレビ常務取締役
- 2012年（平成24年）4月 株式会社東京放送ホールディングス専務取締役
- 2012年（平成24年）4月 株式会社TBSテレビ専務取締役
- 2014年（平成26年）4月 株式会社TBSテレビ取締役
- 2014年（平成26年）4月 株式会社東京放送ホールディングス取締役
- 2014年（平成26年）6月 株式会社BS-TBS代表取締役社長
- 2015年（平成27年）4月 株式会社TBSテレビ代表取締役社長[1]、北海道放送監査役
- 2016年（平成28年）4月 株式会社東京放送ホールディングス代表取締役社長[2]
- 2016年（平成28年）6月 株式会社MBSメディアホールディングス取締役[3]
- 2018年（平成30年）6月 株式会社東京放送ホールディングス取締役会長、RKB毎日ホールディングス監査役
- 2018年（平成30年）6月 株式会社TBSスパークル取締役会長
- 2018年（平成30年）7月 株式会社TBSテレビ取締役会長
- 2020年（令和2年）6月 中部日本放送（現在）、東北放送取締役[4][5][6]
- 2021年（令和3年）6月 RKB毎日ホールディングス取締役[7][8]
- 2024年（令和6年）6月 TBSテレビエグゼクティブアドバイザー[9]（現任）

## 特筆事項
- 1951年にTBSの前身・ラジオ東京が設立して以降に生まれた人物としては、初のTBSテレビ社長でもある。在任期間中には『チューボーですよ!』（22年9か月[注 1]）『ランク王国』（22年半）といった土曜深夜の長寿番組[注 2]が相次いで終了している。
- 一方で、持株会社化した2009年から8年連続で地上波中継を行った『全米プロゴルフ選手権』は、マスターズ・トーナメントと異なり、一部JNN系列局では放送されない地域も目立った他、BS-TBSやTBSチャンネル（CS放送）でのダイジェスト放送も行われなかった。更に2017年4月改編で『アニメサタデー630』が設置されたこと等も重なり、TBSは全米プロゴルフ選手権の放映権を失っている。
- TBSホールディングス・TBSテレビの社外取締役である石井直が、電通女子社員の過労自殺などの一連の不祥事を受けて電通社長を引責辞任したため、社外取締役の電通枠を存続させるかどうかに注目が集まっていたが、石井を社外取締役に再任した。武田が会長になった2018年以降も、石井は社外取締役に留任している[10]。